# Esdilasas
Esdilasas (em grego: Εσδιλάσας) foi chefe tribal mouro ativo em Bizacena nas guerras do Império Bizantino contra as tribos berberes locais. Em 534-535, esteve entre os senhores mouros que rebelaram-se contra a autoridade bizantina na África. Em 534, ele, junto dos também líderes tribais Cusina, Jurfutes e Medisiníssas, derrotou os oficiais bizantinos Aigã e Rufino. Em 535, foi derrotado junto dos demais pelo oficial Salomão em Mames e Burgaão. No rescaldo de Burgaão, Esdilasas rendeu-se e foi levado para Cartago.